# Oliver Ekman Larsson
Oliver Oscar Emanuel Ekman Larsson (ur. 17 lipca 1991 w Karlskronie) – szwedzki hokeista, reprezentant Szwecji, olimpijczyk.
Jego ojciec Patrick Larsson (ur. 1969) i brat Kevin (ur. 1995) także zostali hokeistami.

## Kariera
- Tingsryd J20 (2005-2008)
- Tingsryd J18 (2006-2008)
- Tingsryds AIF (2007-2008)
  -  Småland 1 (2007)
- Leksands IF (2008-2010)
- Phoenix Coyotes (2010-2014), Arizona Coyotes (2014-)
  -  San Antonio Rampage (2010-2011)
  -  Portland Pirates (2012-2013)

Wychowanek Tingsryds AIF. W drafcie NHL z 2009 został wybrany przez Phoenix Coyotes. Ponadto w KHL Junior Draft w 2009 wybrany przez Mietałłurg Magnitogorsk (runda 4, numer 85). Od maja 2010 roku formalnie zawodnik Coyotes, w barwach którego występuje od sezonu NHL (2010/2011). Jednocześnie był kilkakrotnie przekazywany do zespołów farmerskich, San Antonio Rampage i Portland Pirates. Przedłużał kontrakt z Phoenix Coyotes w marcu 2013 o sześć lat, a w połowie 2018 o osiem lat. We wrześniu 2018 mianowany kapitanem drużyny.
Uczestniczył w turniejach mistrzostw świata 2010, 2011, 2015, 2017, 2018, 2019, 2022, zimowych igrzysk olimpijskich 2014, Pucharu Świata 2016.

## Sukcesy

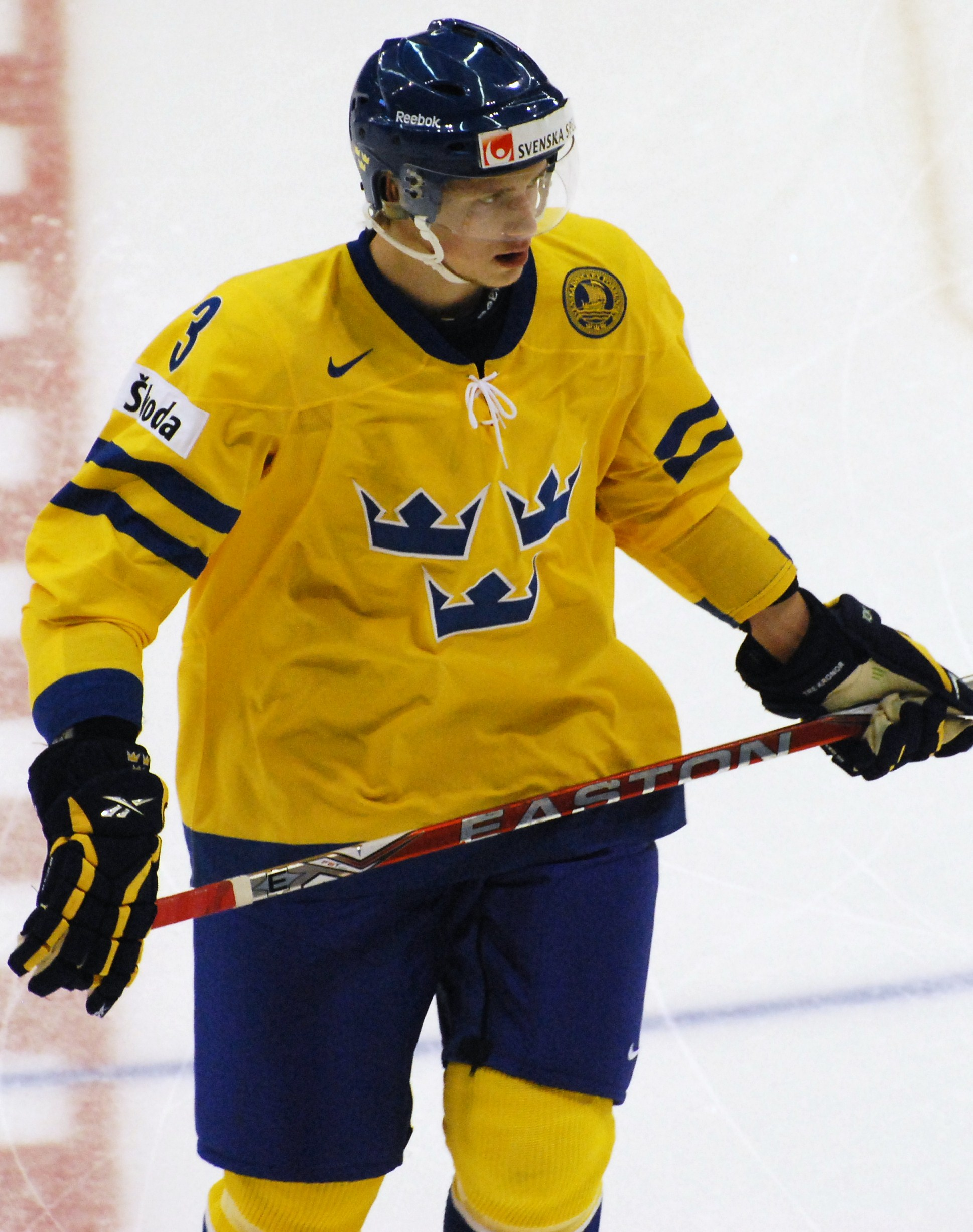
Oliver Ekman Larsson w barwach Szwecji (2009)

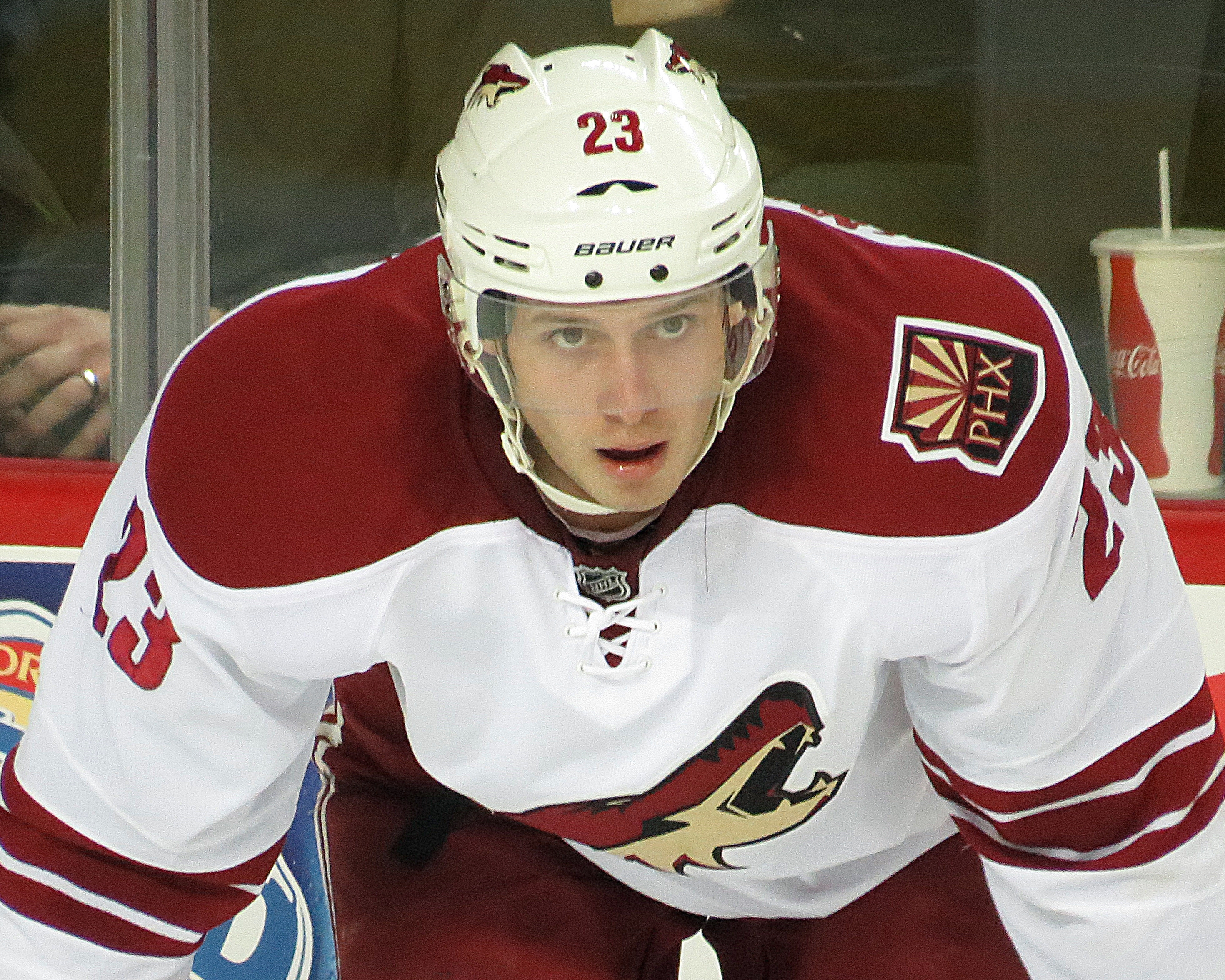
Oliver Ekman Larsson w Phoenix Coyotes (2014)

Reprezentacyjne
- Brązowy medal mistrzostw świata juniorów do lat 20: 2010
- Brązowy medal mistrzostw świata: 2010
- Srebrny medal mistrzostw świata: 2011
- Srebrny medal zimowych igrzysk olimpijskich: 2014
- Złoty medal mistrzostw świata: 2017, 2018

Klubowe
- Złoty medal TV-Pucken: 2008 z Tingsryd J20

Indywidualne
- Lill-Strimmas Stipendium – najlepszy obrońca TV-Pucken: 2008
- Allsvenskan 2008/2009:
  - Pierwsze miejsce w klasyfikacji kanadyjskiej wśród juniorów do lat 18: 17 punktów
  - Pierwsze miejsce w klasyfikacji +/-
- Mistrzostwa Świata Juniorów w Hokeju na Lodzie 2010/Elita:
  - Jeden z trzech najlepszych zawodników reprezentacji
- NHL (2010/2011):
  - NHL All-Star Game - SuperSkills Competition
- Mistrzostwa Świata w Hokeju na Lodzie 2015/Elita:
  - Pierwsze miejsce w klasyfikacji asystentów turnieju: 10 asyst[7]
  - Pierwsze miejsce w klasyfikacji kanadyjskiej wśród obrońców turnieju: 12 punktów[8]
  - Szóste miejsce w klasyfikacji kanadyjskiej turnieju: 12 punktów[9]
  - Skład gwiazd turnieju[10]
  - Jeden z trzech najlepszych zawodników reprezentacji na turnieju[11]
- NHL (2017/2018):
  - NHL All-Star Game]
- Mistrzostwa Świata w Hokeju na Lodzie 2018/Elita:
  - Piąte miejsce w klasyfikacji +/- turnieju: +10[12]
  - Jeden z trzech najlepszych zawodników reprezentacji w turnieju[13]
- Mistrzostwa Świata w Hokeju na Lodzie 2019/Elita:
  - Jeden z trzech najlepszych zawodników reprezentacji w turnieju[14]